# Tours rondes de Jersey
Pour les articles homonymes, voir Tour ronde.
Les tours rondes de Jersey forment un ensemble de défenses militaires entourant l'île de Jersey.

## Présentation
Les tours rondes de Jersey furent construites tout autour de l'île Anglo-Normande de Jersey afin de défendre l'île de toute invasion étrangère, notamment après la Bataille de Jersey du 6 janvier 1781. Elles étaient au nombre de 35 tours à leur origine, mais il n'en reste que 24 de nos jours.
Les tours rondes de Jersey sont construites sur le modèle des tours Martello qui sont des petites forteresses défensives construites par l'empire britannique à partir des guerres napoléoniennes. Elles sont hautes d'environ 12 mètres (avec deux étages) et peuvent abriter un officier et 25 hommes. Leur structure ronde et leurs murs solides et épais les rendaient très résistantes aux tirs de canon tandis que leur hauteur en faisait une plateforme idéale pour une pièce d'artillerie lourde, montée sur le toit plat et capable de tourner sur 360 degrés. 
Durant la Seconde Guerre mondiale, les forces d'occupation allemande les adaptèrent à leur besoin militaire.

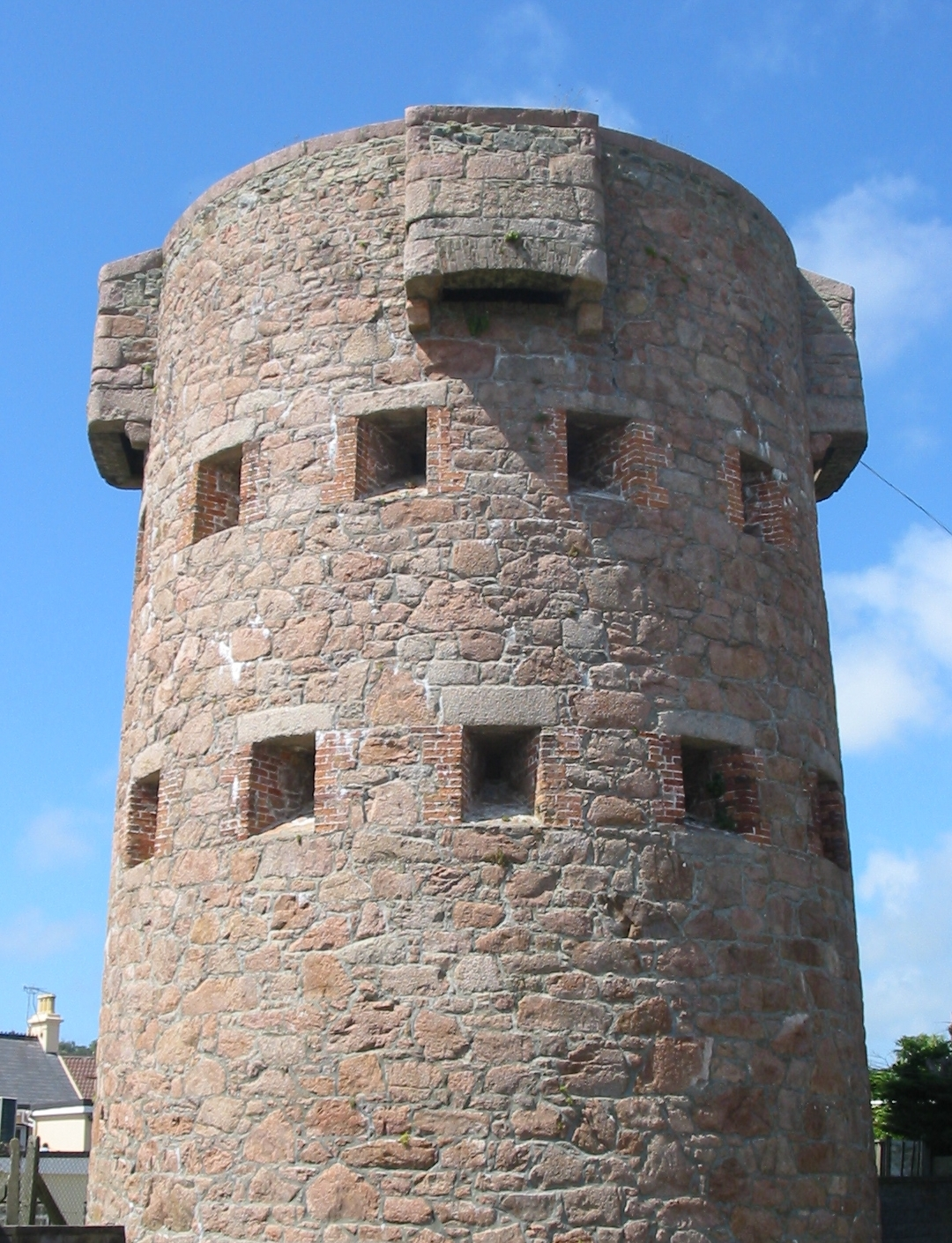
Une tour ronde de Jersey.

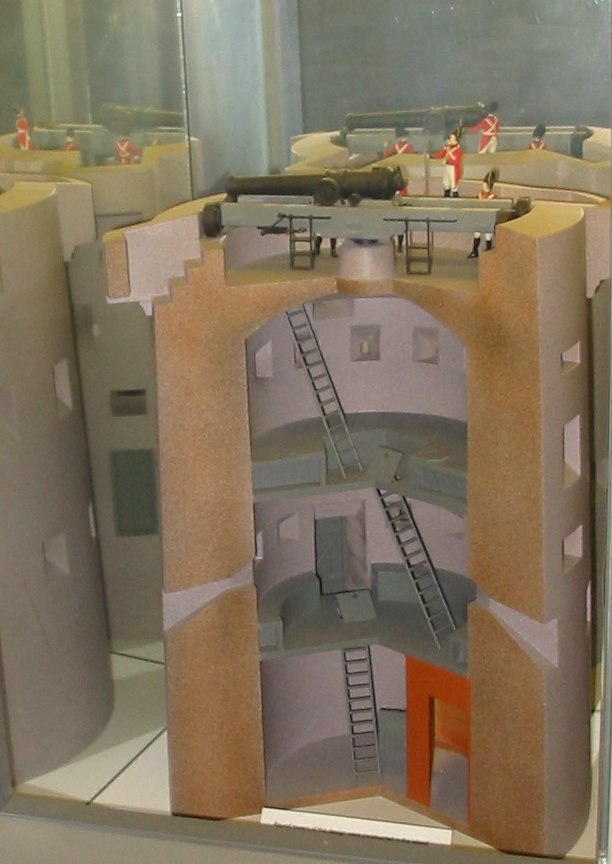
Maquette d'une tour ronde de Jersey.